# Teufelsgrat
Teufelsgrat – szczyt w pasmie Wettersteingebirge, w Alpach Wschodnich. Leży w Niemczech w Bawarii. Wysokość 2648 m n.p.m.